# Plutí
Els plutins o plutinos són objectes del cinturó de Kuiper que presenten ressonància orbital 3:2 amb Neptú. Açò significa que efectuen dos cicles òrbitals al voltant del Sol mentre Neptú en fa tres. Per açò, encara que creuen l'òrbita de Neptú, esta no els pot expulsar gravitatòriament. Com que esta característica la compartix Plutó, estos cossos es denominen plutins (‘plutons xicotets') i constitueixen un dels tipus de planeta nan.
Els plutins formen la part interior del cinturó de Kuiper: aproximadament la quarta part dels objectes coneguts del cinturó de Kuiper són plutins.
Alguns representants d'aquesta família:
- 1995 QY9: creua l'òrbita de Neptú sense acostar-se mai al planeta. Esta particularitat la compartixen alguns altres plutins;
- 1995 DA2 presenta ressonància orbital 4:3;
- 1999 TC36 és, com la parella Plutó-Caront, un objecte binari;
- Ixion (1.200 km), que durant alguns mesos va ser el planetoide més gran conegut.